# Georgia en los Juegos Olímpicos de Lillehammer 1994
Georgia estuvo representada en los Juegos Olímpicos de Lillehammer 1994 por un total de 5 deportistas que compitieron en 3 deportes.  
El portador de la bandera en la ceremonia de apertura fue el esquiador alpino Zurab Dzhidzhishvili. El equipo olímpico georgiano no obtuvo ninguna medalla en estos Juegos.